# Мік Джаггер
Сер Мік Джа́ггер (англ. Mick Jagger, повне ім'я Майкл Філіп Джаггер, англ. Michael Philip Jagger; нар. 26 липня 1943, Дартфорд, графство Кент) — англійський рок-музикант, актор, продюсер, вокаліст гурту «The Rolling Stones», засновник і учасник рок-супергурту «SuperHeavy».

## Біографія
Майкл Джаггер народився в сім'ї вчителя: його батько працював викладачем фізкультури, а мати брала участь у роботі асоціації консерваторів. Сам він учився в лондонській школі економіки, хоч школа не представляла ніякого інтересу для Майкла. Єдине, що в школі подобалося — це уроки співу: співати він намагався якомога голосніше — і він одного разу настільки захопився, що відкусив собі кінчик язика. Незабаром він залишив школу. Утворений ним разом з Браяном Джонсом та Кітом Річардсом гурт Rolling Stones набирав усе більшої популярності.
Уперше Мік Джаггер і Кіт Річардс познайомилися на ігровому майданчику. У 1958 році Джаггер став учасником блюзової групи «Little Boy Blue & The Blue Boys». Кіт вступив до школи мистецтв, де познайомився зі старим другом Міка і його колегою по «Little Boy Blue» Діком Тейлором. При черговій зустрічі Майка і Кіта товариші зійшлися на тому, що Кіт повинен пройти прослуховування в «Little Boy Blue & The Blue Boys». У 1961 році Майк Джаггер став Міком Джаггером. До того часу Браян Джонс покинув «The Ramrods», в якій він грав на альт-саксофоні, і переїхав до Лондона. Він влаштувався гітаристом в «Blues Incorporated», мріючи про створення власної групи, куди хотів запросити свого друга і колегу, блюзового піаніста Ієна Стюарта. У «Blues Inc.» Грав і Чарлі Воттс. У кінці року відбулося знайомство Брайана з Міком і Кітом. Вони часто грали разом, ангажуючи також Діка Тейлора та Ієна Стюарта.
У 1962 році в «Jazz News» вперше промайнула назва «Rolling Stones». А 12 липня відбувся перший офіційний виступ групи в лондонському клубі «Marquee». У вересні Дік Тейлор покинув команду. А в грудні Білл Ваймен офіційно приєднався до групи як басист. У січні 1963-го до «Stones» приєднався Чарлі Воттс, змінивши Міка Ейворі.
Образ, створений Джаггером на сцені, унікальний. Його голос, часом грубий, часом жіночний і м'який, товсті губи, хтива посмішка, недвозначні сексуальні рухи на концертах перед багатотисячним натовпом, агресія, енергійність, придуркуватість і кривляння — все це зробило Джаггера популярним рок-фронтменом. Заслуги Джаггера на музичному полі були високо оцінено: до 60-річного ювілею королева Єлизавета II посвятила музиканта в лицарі.
В одному з інтерв'ю Джаггер порівнюючи 1968 і 1998 рік, сказав, що раніше в трійці «Секс, наркотики й рок-н-рол» секс стояв на першому місці, а зараз на його місці наркотики. Співак заявив, що кидає пити, палити й вживати наркотики. Причиною такого рішення стало занепокоєння про власне здоров'я, адже Джаггер уже не молодий. «Я дорожу своїм добрим ім'ям і не бажаю уславитися старою руїною. Адже ми все ще „зірки“, хоч і зі статусом „живих легенд“!» — заявив Мік Джаггер.

## Активізм
У 2019 Мік Джаггер підтримав екоактивістів на Венеційському кінофестивалі. Мік висловився:
Я радий, що вони це роблять. Тому що саме вони успадкують планету.
28 лютого 2022 року Мік підтримав Україну в Російському вторгненні в Україну, опублікувавши на своїй сторінці в Facebook посилання на статтю з різними способами допомогти у протидії війні.

## Дискографія

### Альбоми
- 1985 — She's The Boss
- 1987 — Primitive Cool
- 1993 — Wandering Spirit
- 2001 — Goddess in the Doorway
- 2004 — Alfie (Soundtrack)
- 2007 — The Very Best Of Mick Jagger

## Фільми за участю Міка Джаггера
- «Нед Келлі» (1970)
- «Вистава» (1970)
- «Схильність» (1997)
- «Втеча з Єлисейських полів» (2001)
- «Мистецтво пограбування» (2019)[7]